# Xanthorhoe californiata
Xanthorhoe californiata är en fjärilsart som beskrevs av Alpheus Spring Packard 1871. Xanthorhoe californiata ingår i släktet Xanthorhoe och familjen mätare. Inga underarter finns listade i Catalogue of Life.